# بريت شالمرز
بريت شالمرز (بالإنجليزية: Brett Chalmers)‏ هو لاعب كرة قدم أسترالية أسترالي، ولد في 23 أبريل 1973.

## وصلات خارجية
- بريت شالمرز على موقع AustralianFootball.com (الإنجليزية)
- بريت شالمرز على موقع AFLtables.com (الإنجليزية)